# Puripol Boonson
Puripol Boonson (thailändisch ภูริพล บุญสอน; * 13. Januar 2006 in Surin) ist ein thailändischer Leichtathlet, der sich auf den Sprint spezialisiert hat. Er ist aktueller Inhaber der Landesrekorde über 100 und 200 Meter und hält zudem den U18-Weltrekord im 100-Meter-Lauf. 2023 siegte er mit der 4-mal-100-Meter-Staffel bei den Asienmeisterschaften in Bangkok.

## Sportliche Laufbahn
Erste internationale Erfahrungen sammelte Puripol Boonson im Jahr 2022, als er bei den Südostasienspielen in Hanoi in 10,44 s die Goldmedaille im 100-Meter-Lauf gewann und auch über 200 Meter mit neuem Südostasienspielerekord und Landesrekord von 20,37 s siegte. Zudem gewann er auch mit der thailändischen 4-mal-100-Meter-Staffel in 38,58 s die Goldmedaille. Ende Juni lief er ist Almaty die 200 Meter in 20,19 s und stellte damit einen neuen U20-Asienrekord auf und verbesserte damit auch seinen eigenen Landesrekord. Im August belegte er bei den U20-Weltmeisterschaften in Cali in 10,12 s den vierten Platz über 100 Meter und stellte im Halbfinale mit 10,09 s einen U18-Weltrekord über diese Distanz auf. Über 200 Meter schied er mit 20,61 s im Semifinale aus und mit der Staffel verpasste er mit 42,09 s den Finaleinzug. Im Oktober siegte er in 10,33 s und 21,53 s über 100 und 200 Meter bei den U18-Asienmeisterschaften in Kuwait und sicherte sich dort in 1:55,82 min die Silbermedaille in der Sprintstaffel (1000 Meter). Im Jahr darauf erreichte er bei den Südostasienspielen in Phnom Penh das Finale über 200 Meter, konnte dort verletzungsbedingt aber nicht an den Start gehen. Anschließend siegte er bei den Asienmeisterschaften in Bangkok in der 4-mal-100-Meter-Staffel mit neuem Meisterschafts- und Landesrekord von 38,55 s gemeinsam mit Natawat Iamudom, Soraoat Dapbang und Chayut Khongprasit. Ende September gewann er bei den Asienspielen in Hangzhou in 10,02 s die Silbermedaille über 100 Meter hinter dem Chinesen Xie Zhenye und kam im Halbfinale über 200 Meter nicht ins Ziel. Zudem belegte er in 38,81 s den vierten Platz im Staffelbewerb. 2024 nahm er an den Olympischen Sommerspielen in Paris teil und schied dort mit 10,14 s im Halbfinale über 100 Meter aus. Anschließend gewann er bei den U20-Weltmeisterschaften in Lima in 10,22 s die Silbermedaille über 100 Meter und sicherte sich in 39,39 s die Bronzemedaille im Staffelbewerb.
Bei den World Athletics Relays 2025 in Guangzhou wurde er in 39,20 s Fünfter in der 2. Qualifikationsrunde über 4-mal 100 Meter für die Weltmeisterschaften in Tokio. Ende Mai gewann er dann bei den Asienmeisterschaften in Gumi in 10,20 s die Silbermedaille über 100 Meter hinter dem Japaner Hiroki Yanagita. Zudem gewann er mit der Staffel in 38,78 s gemeinsam mit Natawat Iamudom, Thawatchai Himaiad und Chayut Khongprasit die Silbermedaille hinter dem südkoreanischen Team. Im Juli gewann er bei den World University Games in Bochum in 10,22 s die Silbermedaille hinter dem Südafrikaner Bayanda Walaza und belegte im Staffelbewerb in 39,34 s den fünften Platz.
2021 wurde Boonson thailändischer Meister im 200-Meter-Lauf und 2024 über 100 Meter.

## Persönliche Bestleistungen
- 100 Meter: 10,06 s (+1,4 m/s), 30. September 2023 in Hangzhou (U18-Weltbestleistung, thailändischer Rekord)
- 200 Meter: 20,19 s (+1,7 m/s), 26. Juni 2022 in Almaty (U20-Asienrekord, thailändischer Rekord)